# Cyclopodia sykesii
Cyclopodia sykesii är en tvåvingeart som först beskrevs av John Obadiah Westwood 1834.  Cyclopodia sykesii ingår i släktet Cyclopodia och familjen lusflugor. Inga underarter finns listade i Catalogue of Life.